# برزوویکا، رادولییتسا
برزوویکا (به لاتین: Brezovica) یک منطقهٔ مسکونی در اسلوونی است که در Municipality of Radovljica واقع شده‌است. برزوویکا ۱۳۹ نفر جمعیت دارد و ۴۶۳٫۱ متر بالاتر از سطح دریا واقع شده‌است.